# Liste der Kantone im Département Maine-et-Loire
Das Département Maine-et-Loire liegt in der Region Pays de la Loire in Frankreich. Es untergliedert sich in vier Arrondissements mit 21 Kantonen.
Siehe auch: Liste der Gemeinden im Département Maine-et-Loire

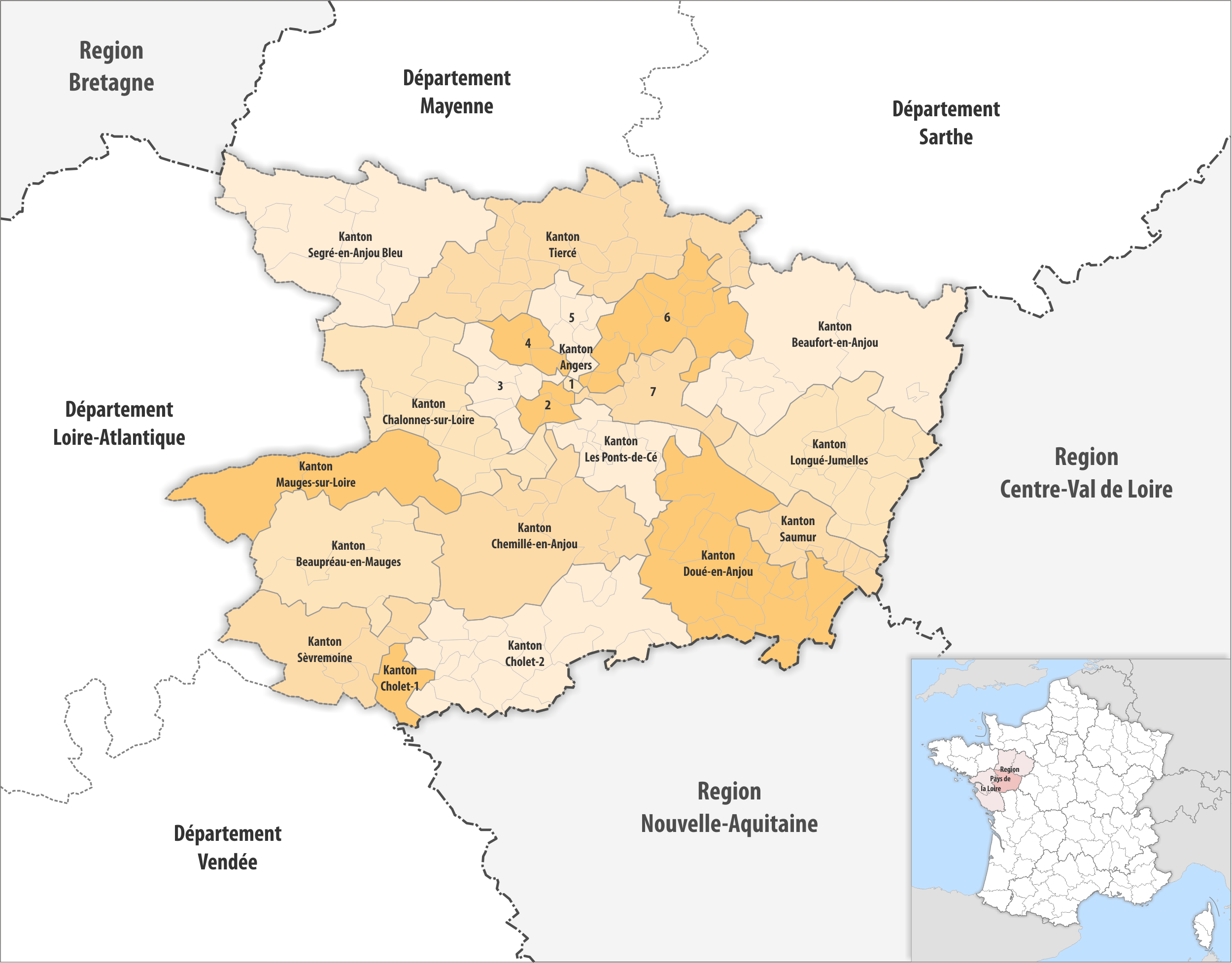
Gemeinden und Kantone im Département Maine-et-Loire

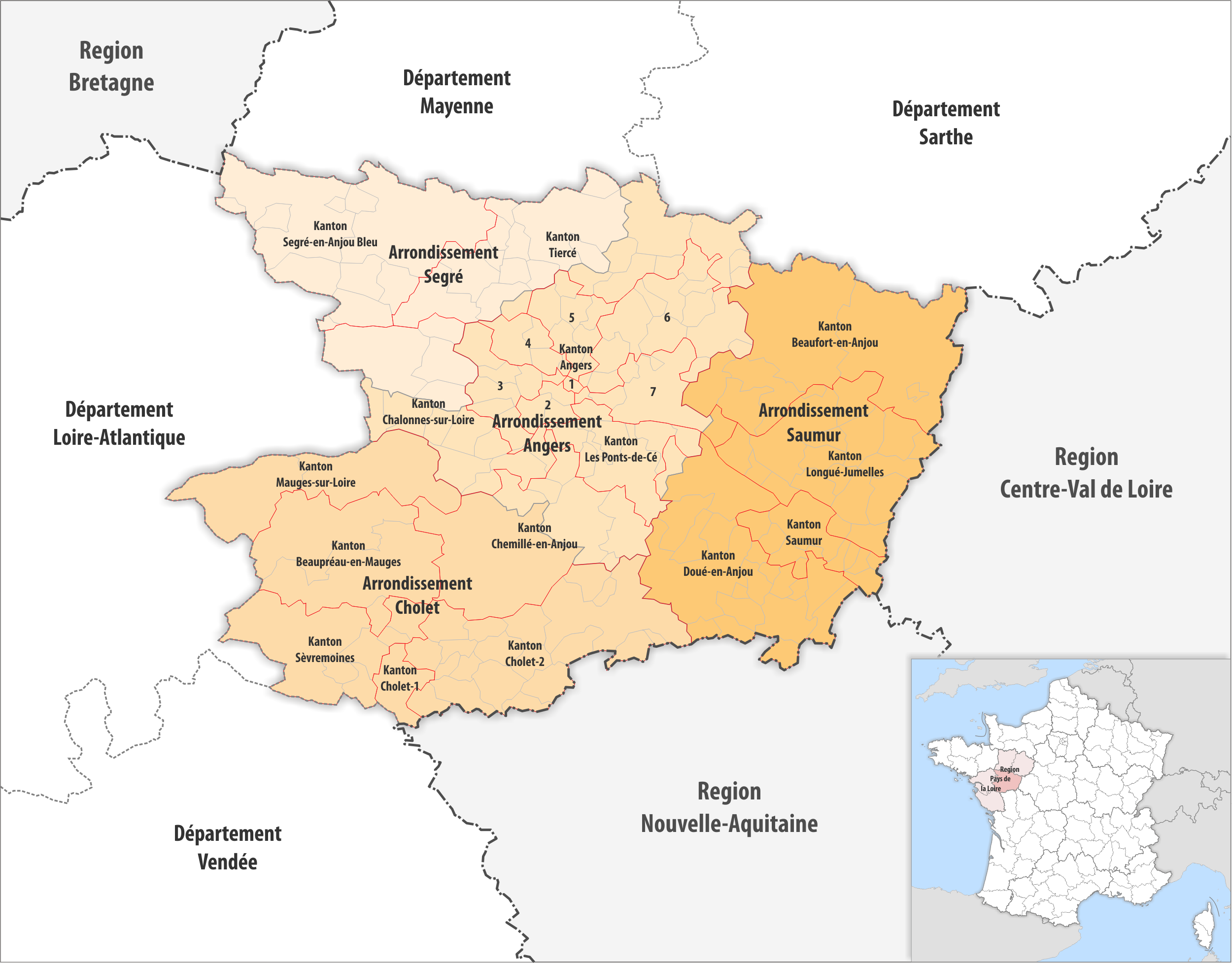
Gemeinden, Arrondissemente und Kantone im Département Maine-et-Loire

| Kanton                     | Gemeinden | Einwohner 1. Januar 2022 | Fläche km² | Dichte Einw./km² | Code INSEE | Arrondissement(e) |
| -------------------------- | --------- | ------------------------ | ---------- | ---------------- | ---------- | ----------------- |
| Angers-1                   | 1⁄7       | 43.828                   | 5,63       | 7.785            | 4901       | Angers            |
| Angers-2                   | 2 1⁄7     | 42.137                   | 45,31      | 930              | 4902       | Angers            |
| Angers-3                   | 7 1⁄7     | 41.964                   | 135,17     | 310              | 4903       | Angers            |
| Angers-4                   | 2 8⁄14    | 44.427                   | 77,40      | 574              | 4904       | Angers            |
| Angers-5                   | 6 1⁄7     | 40.620                   | 115,66     | 351              | 4905       | Angers            |
| Angers-6                   | 12 1⁄7    | 42.771                   | 291,68     | 147              | 4906       | Angers            |
| Angers-7                   | 5 1⁄7     | 45.977                   | 155,79     | 295              | 4907       | Angers, Saumur    |
| Beaufort-en-Anjou          | 6         | 32.551                   | 716,96     | 45               | 4908       | Saumur            |
| Beaupréau-en-Mauges        | 3         | 41.686                   | 443,92     | 94               | 4909       | Cholet            |
| Chalonnes-sur-Loire        | 12 1⁄2    | 34.869                   | 456,87     | 76               | 4910       | Angers, Segré     |
| Chemillé-en-Anjou          | 7         | 38.545                   | 548,66     | 70               | 4911       | Angers, Cholet    |
| Cholet-1                   | 1⁄2       | 42.645                   | 61,56      | 693              | 4912       | Cholet            |
| Cholet-2                   | 19 1⁄2    | 43.920                   | 601,73     | 73               | 4913       | Cholet            |
| Doué-en-Anjou              | 18        | 34.869                   | 606,78     | 57               | 4914       | Angers, Saumur    |
| Les Ponts-de-Cé            | 7 1⁄2     | 38.445                   | 206,62     | 186              | 4917       | Angers            |
| Longué-Jumelles            | 16 1⁄2    | 30.427                   | 483,60     | 63               | 4915       | Saumur            |
| Mauges-sur-Loire           | 2         | 35.489                   | 348,21     | 102              | 4916       | Cholet            |
| Saumur                     | 11        | 34.211                   | 163,46     | 209              | 4919       | Saumur            |
| Segré-en-Anjou Bleu        | 11        | 34.526                   | 647,49     | 53               | 4920       | Segré             |
| Sèvremoine                 | 6         | 41.795                   | 323,12     | 129              | 4918       | Cholet            |
| Tiercé                     | 20        | 42.449                   | 670,83     | 63               | 4921       | Angers, Segré     |
| Département Maine-et-Loire | 177       | 828.151                  | 7.106,45   | 117              | 49         | –                 |

## Liste ehemaliger Kantone
Bis zum Neuzuschnitt der französischen Kantone im März 2015 war das Département Maine-et-Loire wie folgt in 41 Kantone unterteilt:
| Arrondissement | Kantone |
| -------------- | --- |
| Angers         | Angers-Centre, Angers-Est, Angers-Nord, Angers-Nord-Est, Angers-Nord-Ouest, Angers-Ouest, Angers-Sud, Angers-Trélazé, Beaufort-en-Vallée, Chalonnes-sur-Loire, Durtal, Le Louroux-Béconnais, Les Ponts-de-Cé, Saint-Georges-sur-Loire, Seiches-sur-le-Loir, Thouarcé, Tiercé |
| Cholet         | Beaupréau, Champtoceaux, Chemillé, Cholet-1, Cholet-2, Cholet-3, Montfaucon-Montigné, Montrevault, Saint-Florent-le-Vieil |
| Saumur         | Allonnes, Baugé, Doué-la-Fontaine, Gennes, Longué-Jumelles, Montreuil-Bellay, Noyant, Saumur-Nord, Saumur-Sud, Vihiers |
| Segré          | Candé, Châteauneuf-sur-Sarthe, Le Lion-d’Angers, Pouancé, Segré |